# Mommy's Little Monster
Mommy's Little Monster är det amerikanska punkrockbandet Social Distortions debutalbum, utgivet 1983 på 13th Floor Records. Det har senare återutgivits 1989 på Triple X Records och 1995 på Time Bomb Recordings.

## Låtlista
1. "The Creeps" - 2:03
2. "Another State of Mind" - 2:38
3. "It Wasn't a Pretty Picture" - 3:10
4. "Telling Them" - 3:12
5. "Hour of Darkness" - 2:48
6. "Mommy's Little Monster" - 3:33
7. "Anti-Fashion" - 2:19
8. "All the Answers" - 2:23
9. "Moral Threat" - 5:16

## Medverkande
- Mike Ness - sång, gitarr
- Dennis Danell - gitarr
- Brent Liles - bas
- Derek O'Brien - trummor